# Washington Open 2025
Washington Open 2025 (denumit Mubadala Citi DC Open din motive de sponsorizare) a fost un turneu mixt de tenis din circuitele profesionale masculine ATP Tour și feminine WTA Tour, disputat la Rock Creek Park Tennis Center. Cea de-a 56-a ediție a turneului masculin și cea de-a 13-a ediție a turneului feminin Washington Open s-a desfășurat între 21 și 27 iulie 2025 în capitala americană Washington, D.C., pe terenuri cu suprafață dură. A fost prima parte a seriei nord-americane de vară US Open Series.]
Categoria masculină, cu un fond de premii de 2.396.115 dolari, s-a încadrat în categoria ATP Tour 500. Premiile au crescut cu 14,09% față de anul trecut. Categoria feminină, cu un buget de 1.282.951 de dolari, se încadrează în categoria WTA 500. Față de anul 2024, subvenția acordată jucătoarelor a crescut cu 39,06%.
Cei mai bine clasați jucători de simplu au fost americanii Taylor Fritz și Jessica Pegula, ocupați ai locul patru în clasamentul mondial. Ultimii participanți direcți la proba de simplu au fost australianul Aleksandar Vukic, ocupând locul 80 în clasament, și britanica Katie Boulter, ocupând locul 41 în clasament.

## Campioni

### Simplu masculin
Pentru mai multe informații consultați Washington Open 2025 – Simplu masculin

### Simplu feminin
Pentru mai multe informații consultați Washington Open 2025 – Simplu feminin

### Dublu masculin
Pentru mai multe informații consultați Washington Open 2025 – Dublu masculin

### Dublu feminin
Pentru mai multe informații consultați Washington Open 2025 – Dublu feminin

## Puncte și premii în bani

### Distribuția punctelor
| Probă           | Câștigător | Finalist | Semifinalist | Sfertfinalist | Runda trei | Runda doi | Runda unu | Q   | Q2  | Q1  |
| Simplu masculin | 500        | 330      | 200          | 100           | 50         | 25        | 0         | 16  | 8   | 0   |
| Dublu masculin  | 500        | 330      | 200          | 100           | 0          | N/A       | N/A       | 16  | N/A | 0   |
| Simplu feminin  | 500        | 325      | 195          | 108           | 60         | 1         | N/A       | 25  | 13  | 1   |
| Dublu feminin   | 500        | 325      | 195          | 108           | 1          | N/A       | N/A       | N/A | N/A | N/A |

### Premii în bani
| Probă           | Câștigător | Finalist  | Semifinalist | Sfertfinalist | Runda 3  | Runda 2  | Runda 1 | Q2       | Q1      |
| Simplu masculin | 420.525 $  | 224.275 $ | 116.340 $    | 60.740 $      | 32.005 $ | 17.525 $ | 9.345 $ | 4.905 $  | 2.800 $ |
| Dublu masculin* | 147.190 $  | 78.490 $  | 39.710 $     | 19.860 $      | 10.280 $ | N/A      | N/A     | N/A      | N/A     |
| Simplu feminin  | 197.570 $  | 121.880 $ | 71.205 $     | 37.530 $      | 19.085 $ | 13.585 $ | N/A     | 11.220 $ | 6.735 $ |
| Dublu feminin*  | 65.403 $   | 39.780 $  | 23.100 $     | 11.862 $      | 7.210 $  | N/A      | N/A     | N/A      | N/A     |

*per echipă